# دوقية لورين
دوقية لورين، هي دوقية تاريخية تمثل اليوم الشمال الشرقي من منطقة لورين اليوم في فرنسا كما كانت تشمل مناطق من لوكسمبورغ وألمانيا ومن أهم مدنها ميتز وفيردان وكانت العاصمة التاريخية لها نانسي.
- لورين (منطقة)
- قائمة حكام لورين

## أعلام
- ستيفان التاسع